# Ráncos szarvascsőrű
A ráncos szarvascsőrű (Aceros corrugatus) a madarak osztályának szarvascsőrűmadár-alakúak (Bucerotiformes) rendjébe és a szarvascsőrűmadár-félék (Bucerotidae) családjába tartozó faj.

## Előfordulása
A ráncos szarvascsőrű a Maláj-félsziget, Szumátra és Borneó esőerdeiben honos.

## Megjelenése
A ráncos szarvcsőrű közepes méretű szarvascsőrű faj, körülbelül 65–70 cm hosszú és 1-1,5 kilogramm súlyú madár.
Tollazata a testén fekete. A fajnál jól fejlett ivari dimorfizmus figyelhető meg. A hím nyaka sárga, arca és torokzacskója sárgásfehér.
Szeme körül egy csupasz, kék színű terület látható.
Erős csőre sárga és vörös színű.
A tojó teste szintén fekete, de ellentétben a hím világos arcával, a tojó feje és nyaka kék.

## Életmódja
Táplálékát főként gyümölcsök, fügék és rovarok alkotják.

## Szaporodása
A hím és tojó élethosszig tartó monogám párkapcsolatban él egymással.
A tojó faodúba zárkózik be a tojásrakás és költés idejére. 
A költőüreg száját a tojó beköltözése után sárral és korhadó faanyagok keverékével egy keskeny rés kihagyásával lezárja.
A tojó kettő tojást rak, melyeken 30 napig kotlik. A fiókák a kikelést követően még 65-73 napig nem érik el röpképességüket. Ezen időszak alatt a hím táplálja a tojót és a fiókákat.

## Természetvédelmi helyzete
A ráncos szarvascsőrű a szarvascsőrűmadár-félék családján belül még viszonylag gyakori fajnak számít. 
Az esőerdők irtása és a helyiek húsigényű vadászata azonban e faj állományait is érintik.
Mindezek miatt a Természetvédelmi Világszövetség Vörös Listáján a „mérsékelten veszélyeztetett” levő kategóriába sorolja a fajt.
Összehangolt tenyésztéssel próbálják meg megmenteni a fajt. Európában az Európai Állatkertek és Akváriumok Szövetsége felügyelete alá tartozó Európai Veszélyeztetett Fajok Programja (EEP) keretében tenyésztik a faj egyedeit.

## Fordítás
- Ez a szócikk részben vagy egészben  a   Runzelhornvogel című német Wikipédia-szócikk ezen változatának fordításán alapul.  Az eredeti cikk szerkesztőit annak laptörténete sorolja fel. Ez a jelzés csupán a megfogalmazás eredetét és a szerzői jogokat jelzi, nem szolgál a cikkben szereplő információk forrásmegjelöléseként.

## Külső hivatkozások
- Fotók a fajról
- Species Factsheet